# Цандер, Лука-Милан
Лука-Милан Цандер (нем. Luca-Milan Zander; 9 августа 1995, Вайе, Германия) — немецкий футболист, защитник клуба «Зандхаузен».

## Клубная карьера
Свою футбольную карьеру Цандер начал в юношеской школе города Вайе. В 2006 году он перешёл в академию «Вердера».
С 2013 года Лука-Милан был включён в состав второй команды «Вердера». 2 ноября 2013 года он сыграл свой первый профессиональный матч против второй команды «Гамбурга» в рамках 14-го тура северной Регионаллиги. В конце сезона 2014/15 Цандер вместе с командой принял участие в стыковых матчах за право выхода в Третью Лигу.
С апреля 2014 года Лука-Милан также находился в составе основной команды бременцев. 26 сентября 2015 года состоялся его дебют в Бундеслиге в матче против леверкузенского «Байера 04», в котором Цандер появился на замену на 56-й минуте вместо Левина Озтунали (сам матч завершился поражением «Вердера» 0-3).